# ایوان تیشی
ایوان تیشی (انگلیسی: Ivan Tisci؛ زادهٔ ۲۲ مارس ۱۹۷۴) بازیکن فوتبال اهل ایتالیا است.
از باشگاه‌هایی که در آن بازی کرده‌است می‌توان به باشگاه فوتبال کوزنتسا کالچو، باشگاه فوتبال مودنا، باشگاه فوتبال فوجا، باشگاه فوتبال ویرتوس لانچانو، باشگاه فوتبال کروتونه، باشگاه فوتبال دلفینو پسکارا، باشگاه فوتبال جنوآ، باشگاه فوتبال آولینو، و باشگاه فوتبال ویچنزا اشاره کرد.